# Erebos
Erebos, tusmørket, er i græsk mytologi søn af Chaos og søskende til Nyx, Gaia, Tartaros og Eros. Han fik sammen med Nyx Aither og Hemera.
Erebos er hos Homer og andre græske digtere navn på skyggeriget, et mørkt sted, hvor de døde måtte vandre hen. Oprindelig tænkte man sig Erebos liggende i det fjerne Vesten, ligesom Elysion i Okeanos. Senere henlagdes Erebos til Jordens dyb.
Hos Hesiodos er Erebos et mytisk væsen, som med natten avler dagen og æteren. Skæbnen, alderen og flere andre kaldes også undertiden børn af Erebos.
Ordet Erebos er formentlig af østerlandsk oprindelse og betyder solnedgang eller vest. Hos hebræerne (og fønikerne) betyder ereb »aften«. På assyrisk betyder ordet »gå ned« (om Solen).
| Mytologi | Spire Denne artikel om mytologi er en spire som bør udbygges. Du er velkommen til at hjælpe Wikipedia ved at udvide den. |